# Стрима (Липково)
Стрима (мкд. Стрима) је насеље у Северној Македонији, у северном делу државе. Стрима припада општини Липково.

## Географија
Стрима је смештена у северном делу Северне Македоније. Од најближег већег града, Куманова, насеље је удаљено 25 km западно.
Насеље Стрима је у источном делу историјске области Црногорје. Насеље је положено високо, на источним висовима Скопске Црне Горе. Надморска висина насеља је приближно 1.050 метара.
Месна клима је континентална.

## Становништво
Стрима је према последњем попису из 2002. године имала 3 становника. 
Претежно становништво у насељу су Албанци (100%).
Већинска вероисповест је ислам.